# Surachai Jirasirichote
Surachai Jirasirichote (thaï : ชัย จิระศิริโชติ) (né le 13 octobre 1970 à Nakhon Pathom en Thaïlande) est un footballeur international thaïlandais, qui évoluait au poste de défenseur, avant de devenir ensuite entraîneur.

## Biographie

### Carrière de joueur

#### Carrière en sélection
Avec l'équipe de Thaïlande, il joue 55 matchs (pour 2 buts inscrits) entre 1989 et 2001[réf. nécessaire]. 
Il figure dans le groupe des sélectionnés lors des Coupes d'Asie des nations de 1996 et de 2000, où son équipe est éliminée à chaque fois au premier tour.
Il joue également 11 matchs comptant pour les tours préliminaires de la coupe du monde, lors des éditions 1990 et 2002.